# Eyalato de Silistra
El eyalato de Silistra o Silistria (en turco otomano: ایالت سیلیستره‎; Eyalet-i Silistre), conocido más adelante como Ozu (en turco otomano: ایالت اوزی‎; Eyālet-i Özi) significando provincia de Ochákiv, era un eyalato del Imperio otomano a lo largo del litoral del mar Negro y la orilla sur del río Danubio en el sureste de Europa. La fortaleza de Akkerman estaba bajo la jurisdicción del eyalato. Su área reportada en el siglo XIX era de 71 144,7 km².

## Historia
El eyalato de Silistra se formó en 1593 como beylicato de Özi (en ucraniano: Očakiv) del territorio del antiguo Principado de Karvuna, más tarde Dobruja, Silistra fue originalmente el sanjacado de Silistra del eyalato de Rumelia. 
Recibió el nombre de Silistra, ya que su gobernador residía a menudo en esta fortaleza del Danubio. Alrededor de 1599, se amplió y se elevó al nivel de un eyalato probablemente en beneficio de su primer gobernador general (beylerbeyi), el kan de Crimea. [cita requerida]  Se centró en las regiones de Dobruja, Budjak (Besarabia otomana) y Yedisán e incluía las ciudades de Varna, Kustendja (Constanța), Akkerman (Bilhorod-Dnistrovs'kyi) y Jadsibey (Odesa) con su capital en las fortalezas de Silistra (ahora en Bulgaria) u Özi (ahora Ochákiv en Ucrania). 
En el siglo XVII, el eyalato de Silistra se expandió hacia el sur y el oeste para incluir la mayor parte de la Bulgaria moderna y la Turquía europea, incluidas las ciudades de Adrianópolis (Edirne), Filibe (Plovdiv) y Vidin. A finales del siglo XVII y principios del XVIII, una serie de guerras ruso-turcas truncó el eyalato en el este y Rusia finalmente anexó todo Yedisán y Budjak al Danubio en 1812. 
El eyalato de Edirne se constituyó con el sur de Silistra en 1830. Con las reformas administrativas otomanas de 1864, el eyalato de Silistra se reconstituyó como el valiato del Danubio. 

## División administrativa
| Según Sancak Tevcih Defteri, eyallato constó de ocho sanjacados entre 1700 y 1730 como sigue: 1. Sanjacado de Ozu (Pașun Sancağı , Dnieper), centrado en Özi-Kale (Ochakiv) 2. Sanjacado de Silistre (Silistra) 3. Sanjacado de Vidin (Vidin) 4. Sanjacado de <i id="mwaw">Niğbolu</i> (Nikopol) 5. Sanjacado de Kırk Kilise (Kırklareli) 6. Sanjacado de Çirmen (Ormenio) 7. Sanjacado de Vize (Vize) 8. Sanjacado de Tağun Geçidi (hasta que 1699) | Sanjacados en el siglo XIX temprano: 1. Sanjacado de Niğbolu 2. Sanjacado de Çirmen (después de que 1829, su capital era Edirne) 3. Sanjacado de Vize 4. Sanjacado de Kırk Kilise 5. Sanjacado de Akkerman, el cual era sólo una orden militar en Bilhorod (Akkerman) en el Budzhak 6. Sanjacado de Vidin |

## Beylerbeys
- 1615- Iskender Pasha
- 1621-1623 Khan Temir
- 1631-Finales de la primavera de 1632 Abaza Mehmed Pasha[7]
- Finales de la primavera de 1632-? Murtaza Pasha[7]
- c. 1657 Melek Ahmed Pasha[8]
- c. 1683 Mustafa Pasha